# Trahaearn ap Caradog
Trahaearn ap Caradog (fallecido en 1081) fue un rey de Gwynedd.

## Ascensión
A la muerte de Bleddyn ap Cynfyn en 1073, ninguno de sus hijos era suficientemente adulto como para reclamar el trono, y el primo de Bleddyn, Trahaearn ap Caradog, se hizo con el poder. Se cree que su familia era originaria de Arwystli, en la frontera con Powys.

## Conflicto con Gruffydd ap Cynan
Ese mismo año, Gruffydd ap Cynan desembarcaba en Anglesey con un ejército irlandés y, con la ayuda del Normando Robert de Rhuddlan, derrotó a Trahaearn en la Batalla de Gwaed Erw en Meirionnydd, obteniendo el control de Gwynedd. Sin embargo, la tensión entre los guardaespaldas irlandeses de Gruffydd ap Cynan y los habitantes locales llevó a un levantamiento en Llyn, lo que aprovechó Trahaearn para contraatacar y derrotar a Gruffydd en la Batalla de Bron yr Erw en Clynnog Fawr, Caernarfonshire, también en 1073, obligando a Gruffydd a regresar a Irlanda.
En 1078 Caradog ap Gruffydd (príncipe del Reino de Gwent) mató a Rhys ab Owain de Deheubarth, que había sido responsable de la muerte de Bleddyn ap Cynfyn, en la Batalla de Gwdig o Batalla de Goodwick. Caradog ap Gruffydd quiso apoderarse de Deheubarth, como habían hecho su padre y su abuelo antes que él. Sin embargo, Rhys ap Tewdwr, primo segundo de Rhys ab Owain, ya se había coronado rey de Deheubarth. Rhys ap Tewdwr fue forzado a huir cuando Caradog ap Gruffydd invadió Deheubarth en 1081. Buscó protección en la Catedral de San David, en el extremo suroccidental del reino.

## Caída y muerte
Gruffudd ap Cynan regresó en una segunda campaña desde Irlanda con un ejército de daneses e irlandeses para convertirse en rey de Gwynedd. Llevó su flota a St David, e hizo una alianza con Rhys ap Tewdwr, que había sido expulsado recientemente de Deheubarth por Caradog ap Gruffydd de Morgannwg. Gruffudd ap Cynan recibió además el apoyo de partidarios del norte de Gales. Todos estaban de acuerdo en derrocar a Trahaearn ap Caradog. Sin embargo, Trahaearn conocía sus planes y se alió secretamente con Caradog ap Gruffydd y Meilyr ap Rhiwallon; logró también el apoyo de arqueros normandos. Ambos ejércitos se encontraron en Mynydd Carn y se enfrentaron en la Batalla de Mynydd Carn al norte de St David's. Trahaearn, Caradog y Meilyr perdieron la vida. Gruffudd se convirtió en rey de Gwynedd y Rhys ap Tewdwr, su aliado, en rey de Deheubarth.